# Hîncești
Hîncești es una localidad de Moldavia, en el distrito (Raión) de Hîncești.
Se encuentra a una altitud de 133 m sobre el nivel del mar.
Se sitúa 20 km al suroeste de la capital nacional Chisináu.

## Demografía
Según estimación 2010 contaba con una población de 12 546 habitantes.